# Secondo Scarrone
Secondo Scarrone (Cascinagrossa, 2 gennaio 1927 – Alessandria, 10 agosto 1987) è stato un calciatore italiano, di ruolo difensore.
Era il padre di Pier Paolo Scarrone, anch'egli calciatore.

## Carriera
Debutta in Serie B nel 1948 con l'Alessandria dove disputa tre campionati, di cui l'ultimo in Serie C, per un totale di 56 presenze in Serie B e 38 in Serie C.
Nel 1951 si trasferisce al Marzotto Valdagno disputando altri cinque campionati di Serie B per un totale di 85 presenze.
Morì nel 1987, a 60 anni.